# Roberto Escoda Valldepérez
Roberto Escoda Valldepérez (Tortosa, Baix Ebre, 28 d'abril de 1927 - 13 de novembre de 2024), va ser un pintor català.
Doctor en Belles Arts per la Universitat de Barcelona. Va impartir classes de dibuix a l’Escola de Mestria Industrial (actualment l’Institut de l’Ebre) i, posteriorment, va ser professor de dibuix i procediments pictòrics a l’Escola d’Art de la Diputació a Tortosa, on també va exercir com a director. Va culminar la seua activitat docent com a catedràtic de dibuix a l’Institut de Batxillerat Joaquim Bau de Tortosa.
Als anys cinquanta del segle XX Escoda va ser membre actiu del grup Delta 51; posteriorment, l'any 1969 es va integrar al grup Cabra-Feixet, fundat pel pintor Amadeu Pallarès i Lleó. Ambdues plataformes van servir per impulsar l’art i la cultura a les Terres de l’Ebre en temps de transformació artística. L’any 2018 el Museu de Tortosa va acollir l’exposició El present del pintor, produïda pel Museu d’Art Modern de la Diputació de Tarragona.

## Premis i reconeixements
El 1953 va obtenir el primer premi al Saló d’Artistes Novells. L’Associació de Veïns Centre-Nucli Històric de Tortosa l’any 2022 li va atorgar el Premi Sant Blai, en homenatge a la seva contribució artística i al seu paper com a referent cultural.